# باتانجالي
باتانجالي هو جامع نصوص اليوغا سوترا الهندية، وهو عمل ضخم يختصر الخلفية الفلسفية لممارسات اليوغا. باتانجالي هو أيضاً اسم مؤلف القواعد اللغوية في اللغة السنسكريتية، إلا أنه لا يوجد دليل يؤكد أنه نفس الشخص. تعد نصوص اليوغا سوترا هي الأساس بالنسبة لممارسات الراجا يوغا الحديثة. اليوغا في الهندوسية هي عبارة عن التأمل الداخلي. عاش باتانجالي في القرن الثاني الميلادي.